# Gabi Luncă
Gabi Luncă (née le 16 octobre 1938 à Vărbilău et morte le 2 avril 2021) est une chanteuse roumaine de musique populaire et de musique tzigane.
Née d'une famille de musiciens à Vărbilău dans le județ de Prahova, elle perd sa mère à l'âge de trois ans. Elle commence à chanter à treize ans, accompagnant son père violoniste, Dumitru Lunca.
Elle fait carrière d'abord avec l'ensemble folklorique du May Day Club dirigé par l'accordéoniste Sile Ungureanu à Ploiești, puis avec l'Orchestre philharmonique de Ploiești dirigé par George Botez. Ionel Budișteanu l'invite à Bucarest, et elle commence à enregistrer ses chansons à la radio.
Elle épouse l'accordéoniste Ion Onoriu, qui l'accompagne lors de ses récitals à Bucarest puis dans toute la Roumanie. Ils ont quatre enfants. Ils fondent un ensemble traditionnel comprenant violon, trompette et cymbalum, qui jouait régulièrement devant les Ceaușescu.
La voix rauque de Gabi Luncă sait restituer la mélancolie pudique et douce-amère des chants populaires roumains.

## Discographie
- Grea mi-e, Doamne, inima, L.P. d'Electrecord (Roumanie), 1988
- Ma dusei și eu în codru, L.P. d'Electrecord, 1988

## Compilations
- Gypsy Queens, flammes du cœur, Network "Monde", 1999.
- Chansons populaires et tziganes, d'Electrecord (Roumanie), 2001.
- Sounds from a bygone age - Volume 5, Asphalt Tango Records GmbH (Allemagne), 2008